# ستيف بلوم (مصور)
ستيف بلوم (بالإنجليزية: Steve Bloom)‏ هو مصور جنوب أفريقي، ولد في 1953 في جوهانسبرغ في جنوب أفريقيا.